# علویه صبح
علویه صبح (انگلیسی: Alawiya Sobh؛ –) روزنامه‌نگار، و نویسنده اهل لبنان بود. وی از آغاز دهه هشتاد به نگارش رمان و شعر و مقاله‌های ادبی پرداخت و در دهه نود انتشار مجله سنوب الحسناء را آغاز کرد که تا کنون یکی از پرفروش‌ترین مجله زنان در کشورهای عربی بوده‌است. علویه صبح رمان‌هایی چون مریم داستان هاو دنیا و اسمش عشق است و نیز مجموعه داستان خواب روزها را در کارنامه ادبی خود دارد.